# Auroroborealia
Auroroborealia incognita is een lid van de Ichthyosauria dat tijdens de late Trias leefde in het gebied van het huidige Rusland.

## Naamgeving
In 2006 en 2009 voerde het geologisch instituut van de Russische academie van wetenschappen in samenwerking met het Trofimoek petroleuminstituut opgravingen uit op de Nieuw-Siberische Eilanden. Daarbij werden resten gevonden van ichthyosauriërs waaronder verschillende nieuwe soorten.
In 2021 werd de typesoort Auroroborealia incognita benoemd en beschreven door Nikolay G. Zwerkow, Dmitri V. Grigorjew, Andrzej S. Wolniewicz, Alexej G. Konstantinow en Ewgeny S. Soboljew. De geslachtsnaam is afgeleid van de aurora borealis, het noorderlicht dat vaak te zien is op zulke hoge breedten. De soortaanduiding betekent "onbekend"  in het Latijn, een verwijzing naar de raadselachtige verwantschappen.
Het holotype, ZIN PH 5/250, is gevonden in een laag die dateert uit het Norien. Het bestaat uit een fragmentarisch skelet met schedel. Het omvat schedelbotten, wervel, ribben en een stuk schoudergordel. De individuele leeftijd is onzeker. Andere fragmenten zijn toegewezen.

## Beschrijving
Auroroborealis moet een kleine soort geweest zijn, vermoedelijk niet veel meer dan een meter lang. De onderkaak van het holotype is vijfenzestig millimeter lang. Het zou een jong dier kunnen zijn geweest maar de toegewezen specimina wijzen op een overeenkomende grootte.
Een afwijkende structuur hebben de halswervels. Het schouderblad is gereduceerd. De staart is kort met een duidelijke knik.

## Fylogenie
De bouw van Auroraborealia lijkt sterk op die van de Toretocnemidae. Bepaalde kenmerken worden echter gedeeld met de Parvipelvia. dat kan erop wijzen dat het geslacht daar een basaal lid van is.